# Sora (Colombia)
Sora is een gemeente in het Colombiaanse departement Boyacá. De gemeente telt 2916 inwoners (2005).
- Nationale Bibliotheek van Israël: 987007530912605171
- Virtual International Authority File: 124483411

Almeida
· Aquitania
· Arcabuco
· Belén
· Berbeo
· Betéitiva
· Boavita
· Boyacá
· Briceño
· Buenavista
· Busbanzá
· Caldas
· Campohermoso
· Cerinza
· Chinavita
· Chiquinquirá
· Chíquiza
· Chiscas
· Chita
· Chitaraque
· Chivatá
· Chivor
· Ciénega
· Cómbita
· Coper
· Corrales
· Covarachía
· Cubará
· Cucaita
· Cuítiva
· Duitama
· El Cocuy
· El Espino
· Firavitoba
· Floresta
· Gachantivá
· Gámeza
· Garagoa
· Guacamayas
· Guateque
· Guayatá
· Güicán
· Iza
· Jenesano
· Jericó
· La Capilla
· La Uvita
· La Victoria
· Labranzagrande
· Macanal
· Maripí
· Miraflores
· Mongua
· Monguí
· Moniquirá
· Motavita
· Muzo
· Nobsa
· Nuevo Colón
· Oicatá
· Otanche
· Pachavita
· Páez
· Paipa
· Pajarito
· Panqueba
· Pauna
· Paya
· Paz de Río
· Pesca
· Pisba
· Puerto Boyacá
· Quípama
· Ramiriquí
· Ráquira
· Rondón
· Saboyá
· Sáchica
· Samacá
· San Eduardo
· San José de Pare
· San Luis de Gaceno
· San Mateo
· San Miguel de Sema
· San Pablo de Borbur
· Santa María
· Santa Rosa de Viterbo
· Santa Sofía
· Santana
· Sativanorte
· Sativasur
· Siachoque
· Soatá
· Socha
· Socotá
· Sogamoso
· Somondoco
· Sora
· Soracá
· Sotaquirá
· Susacón
· Sutamarchán
· Sutatenza
· Tasco
· Tenza
· Tibaná
· Tibasosa
· Tinjacá
· Tipacoque
· Toca
· Togüí
· Tópaga
· Tota
· Tunja
· Tununguá
· Turmequé
· Tuta
· Tutazá
· Umbita
· Ventaquemada
· Villa de Leyva
· Viracachá
· Zetaquira